# Amastra spirizona
Amastra spirizona – gatunek ślimaka z rodziny Amastridae. Jest to endemit Hawajów (USA).